# 嘉明湖疑似外星生物事件
嘉明湖疑似外星生物事件為內政部警政署保安警察第七總隊第六大隊員警陳詠鍠於2011年5月6日上午8時38分3秒於靠近臺灣臺東縣海端鄉嘉明湖處使用iphone4手機所拍攝出一張類似外星生物的畫面，照片經臺灣飛碟學會研究後於2012年12月22日第10屆第1次會員大會公佈，引起各媒體的報導與一些節目的討論。

## 事發經過
2011年5月14日，內政部警政署保安警察第七總隊第六大隊玉山國家公園警察隊員警陳詠鍠等數名山區巡邏隊隊員，在台東縣海端鄉嘉明湖用iPhone 4手機拍攝風景，當時並無異狀，下山後再查看照片時才發現拍到奇怪人影，後該照片被輾轉送至台灣飛碟學會等單位。當時警方將陳姓警員記一支申誡，並將照片秘密轉送至中華民國國家安全局，被列為機密檔案，後來國安局將此照片送至美國鑑定，最終確認照片並非偽造。
而飛碟學會分析後認為此不明生物呈現灰色半透明狀，手上長蹼，再加上出現於有天使的眼淚之稱的隕石坑（事實上為冰斗湖）—嘉明湖，所以認為是外星生物的機率很高。
台灣飛碟學會內部攝影專家分析後也認為影像作假機率不高，但某些媒體找來的影像分析家卻認為只是照相疊影或修圖軟體產生的合成圖。
也有網友認為，這是因為拍攝者開啟了iPhone4的其中一項攝影功能：HDR（高動態範圍）後，因目標移動所產生的疊影，手上的蹼為手揮動時留下的疊影；但拍攝的員警表示當時無人經過，他單純是拍風景所以才覺得怪異。

## 相關新聞
- 外星人現嘉明湖？ 警拍到巨大透明人
- 嘉明湖外星人？　員警拍到「長蹼巨人」
- 外星人現身台灣?飛碟學會公佈照片（页面存档备份，存于）